# Potpis
Potpis je vlastnoručno pisani prikaz imena, kojim se potvrđuje identitet ili namjera osobe. Potpis je jedinstveni izraz namjere, sadržaja ili svrhe dokumenta, potvrde, izvješća i sličnog.
Rukopisom i njegovim odnosu prema osobnosti se bavi grafologija. Kratki potpis se zove inicijali.